# Glänta (tidskrift och förlag)
Glänta är en kulturtidskrift som behandlar filosofi, litteratur och konst. Redaktör och ansvarig utgivare är Göran Dahlberg. Tidskriften ingår i det europeiska kulturtidskriftsnätverket Eurozine. Glänta driver även ett bokförlag och har sin redaktion i Lagerhuset, Göteborg.

## Historia
Glänta startades 1993 av Göran Dahlberg tillsammans med Michael Azar och Jacob Hirdwall. Under de kommande två åren utvidgades redaktion med Nora Szentivanyi och Mikael Landén, och sedan med Ulrika Engström, Erik Alvstad, Mikela Lundahl, Aleksander Motturi, Nils Olsson och Ulf Karl Olov Nilsson.
Glänta filosofibar fanns mellan 1998 och 2002. Den startades hösten 1998 på Atalante i Göteborg. Från i januari år 2000 fanns den även varannan vecka på Södra Teatern i Stockholm.
Sedan 2010 har Glänta ett löpande samarbete med den sydafrikanska tidskriften Chimurenga.
1999 utnämndes Glänta till årets kulturtidskrift.

## Förlag
Kulturföreningen Glänta omfattar också ett bokförlag. Glänta Produktion ger sedan den första utgåvan 1999 ut tre till fem böcker årligen. Utgivningen rör sig över gränserna mellan teori och politik, filosofi och litteratur, forskning och konst, ofta i essäform. Inom ramen för utgivningen publiceras också två bokserier: 
- Glänta Hardcore är en koncentrerad essäserie[4] som inleddes 2010.
- Mediehistoriskt bibliotek är en serie för klassiska och nya texter om medier och kultur. Redaktionsrådet består av Tommy Andersson och Thomas Götselius.

Tidigare bokserier:
- Clandestino Bibliotek gavs ut i samarbete med Bwana Club, som driver Clandestino Institut och anordnar Clandestino Festival.[5]
- Logos*Pathos[6] fungerade mellan åren 2000 och 2009 som ett forum för samtida problemställningar, teoribildningar och tanketraditioner i skärningspunkten mellan filosofi och teologi. Skriftserien redigerades av Maria Johansen, Mats Rosengren och Ola Sigurdson tillsammans med Glänta.
- Glänta/Vertigo-serien bestod av politisk teori och gavs ut i samarbete med Vertigo förlag.